# Groupe des démocrates européens de progrès
Le Groupe des démocrates européens de progrès (DEP) était un groupe politique rassemblant des élus de formations politiques hétérogènes du Parlement européen, ayant existé de 1973 à 1984.

## Histoire
Le 21 janvier 1965, les députés européens français gaullistes quittèrent le Groupe des Libéraux et apparentés, pour fonder un nouveau groupe, l'Union démocratique européenne (en). Ce groupe fut renommé le 16 janvier 1973, Groupe des démocrates européens de progrès, à la suite de l'adhésion de l'Irlande à la Communauté économique européenne et de l'adhésion au groupe d'élus du Fianna Fáil. Le 24 juillet 1984, le groupe devint le Rassemblement des démocrates européens,.
Le groupe ne représenta jamais une alliance homogène. En 1973, les seuls points communs de ses membres était leur position sur le régionalisme, la politique sociale et la politique agricole commune. Le Fianna Fáil irlandais se montra réticent à une alliance avec les gaullistes, qui à cette époque étaient également proches du Parti conservateur britannique.

## Présidents
- ? (1973-1975)
- Christian de La Malène (1975-1984)

## Composition
| Pays     | Parti                                                                          | Députés 1979-1984 | Députés 1979-1984 |
| -------- | ------------------------------------------------------------------------------ | ----------------- | --- |
| France   | Rassemblement pour la République (Défense des Intérêts de la France en Europe) | 15                | Vincent Ansquer, Gustave Deleau, Eugène Remilly, Marie-Madeleine Dienesch, Louise Weiss, Michel Debré, Maurice Druon, Pierre Messmer, Jacques Chirac, Claude Labbé, Alain Gillot, Hubert Buchou, Christian de La Malène, Christian Poncelet, Nicole Chouraqui |
| Irlande  | Fianna Fáil                                                                    | 5                 | Sile De Valera, Jerry Cronin, Noel Michael Davern, Seán Flanagan, Patrick Joseph Lalor |
| Écosse   | Parti national écossais                                                        | 1                 | Winnie Ewing |
| Danemark | Parti du progrès                                                               | 1                 | Kai Nyborg |